# Constantim (Vila Real)
Constantim é uma aldeia portuguesa do Município de Vila Real localizada a cerca de 4 km desta cidade. Foi sede da extinta Freguesia de Constantim, freguesia que tinha 6,46 km² de área e 1 020 habitantes (2011). 
A Freguesia de Constantim foi extinta (agregada), pela reorganização administrativa de 2012/2013,, tendo o seu território sido integrado na então criada União das Freguesias de Constantim e Vale de Nogueiras.
Além da sede, a Freguesia de Constantim incluia no seu território os seguintes lugares: Cabana, Ranginha e Reta da Portela. Nela ficava situada a Zona Industrial de Constantim.

## História
Constantim, cujo topónimo parece ter origem em Villa Constantini, foi um lugar importante. Ainda hoje aparece tégula romana disseminada nas vinhas, a oeste da aldeia, no lugar das Mamoas.
Constantim aparece abundantemente documentada a partir do século XI. Em 1096 o conde D. Henrique juntamente com D. Teresa concederam carta de foral aos "homens bons" que vieram povoar a Vila de Constantim de Panóias, privilégios que foram confirmados por D. Afonso Henriques em 1128. Referem-se-lhe ainda as Inquirições Afonsinas de 1220 e 1258.
Foi o centro administrativo das Terras de Panóias, desde 1096 até à fundação de Vila Real, em 1289. Perdeu este grande privilégio talvez por estar em campo aberto e não ter condições de defesa adequada aos tempos medievais.
Nesse recuado tempo, era habitada fundamentalmente por comerciantes e artífices, sendo a agricultura secundária. Também nesse tempo, realizava-se em Santa Maria de Constantim uma das maiores feiras do Norte, que deu ao lugar ao topónimo de "Feira de Constantim", como então a localidade era conhecida.
Na sequência da reorganização administrativa ditada pela Lei n.º 22/2012, o território da vizinha freguesia de Vale de Nogueiras foi-lhe anexado, passando o conjunto a designar-se oficialmente União das Freguesias de Constantim e Vale de Nogueiras. Assim, "Constantim" foi de facto extinta enquanto designação oficial de freguesia.

## População
| População da freguesia de Constantim (1801–2011) | População da freguesia de Constantim (1801–2011) | População da freguesia de Constantim (1801–2011) | População da freguesia de Constantim (1801–2011) | População da freguesia de Constantim (1801–2011) | População da freguesia de Constantim (1801–2011) | População da freguesia de Constantim (1801–2011) | População da freguesia de Constantim (1801–2011) | População da freguesia de Constantim (1801–2011) | População da freguesia de Constantim (1801–2011) | População da freguesia de Constantim (1801–2011) | População da freguesia de Constantim (1801–2011) | População da freguesia de Constantim (1801–2011) | População da freguesia de Constantim (1801–2011) | População da freguesia de Constantim (1801–2011) | População da freguesia de Constantim (1801–2011) | População da freguesia de Constantim (1801–2011) |
| 1801                                             | 1849                                             | 1864                                             | 1878                                             | 1890                                             | 1900                                             | 1911                                             | 1920                                             | 1930                                             | 1940                                             | 1950                                             | 1960                                             | 1970                                             | 1981                                             | 1991                                             | 2001                                             | 2011                                             |
| ------------------------------------------------ | ------------------------------------------------ | ------------------------------------------------ | ------------------------------------------------ | ------------------------------------------------ | ------------------------------------------------ | ------------------------------------------------ | ------------------------------------------------ | ------------------------------------------------ | ------------------------------------------------ | ------------------------------------------------ | ------------------------------------------------ | ------------------------------------------------ | ------------------------------------------------ | ------------------------------------------------ | ------------------------------------------------ | ------------------------------------------------ |
| 391                                              | 426                                              | 497                                              | 556                                              | 563                                              | 608                                              | 594                                              | 625                                              | 668                                              | 743                                              | 839                                              | 876                                              | 776                                              | 839                                              | 1 085                                            | 971                                              | 1 020                                            |

| Distribuição da População por Grupos Etários em 2001 e 2011 | Distribuição da População por Grupos Etários em 2001 e 2011 | Distribuição da População por Grupos Etários em 2001 e 2011 | Distribuição da População por Grupos Etários em 2001 e 2011 | Distribuição da População por Grupos Etários em 2001 e 2011 | Distribuição da População por Grupos Etários em 2001 e 2011 | Distribuição da População por Grupos Etários em 2001 e 2011 | Distribuição da População por Grupos Etários em 2001 e 2011 | Distribuição da População por Grupos Etários em 2001 e 2011 | Distribuição da População por Grupos Etários em 2001 e 2011 |
| ----------------------------------------------------------- | ----------------------------------------------------------- | ----------------------------------------------------------- | ----------------------------------------------------------- | ----------------------------------------------------------- | ----------------------------------------------------------- | ----------------------------------------------------------- | ----------------------------------------------------------- | ----------------------------------------------------------- | ----------------------------------------------------------- |
| Idade                                                       | 0-14                                                        | 15-24                                                       | 25-64                                                       | > 65                                                        |                                                             | 0-14                                                        | 15-24                                                       | 25-64                                                       | > 65                                                        |
| 2001                                                        | 159                                                         | 156                                                         | 522                                                         | 134                                                         |                                                             | 16,4%                                                       | 16,1%                                                       | 53,8%                                                       | 13,8%                                                       |
| 2011                                                        | 147                                                         | 133                                                         | 594                                                         | 146                                                         |                                                             | 14,4%                                                       | 13,0%                                                       | 58,2%                                                       | 14,3%                                                       |

## Património Cultural

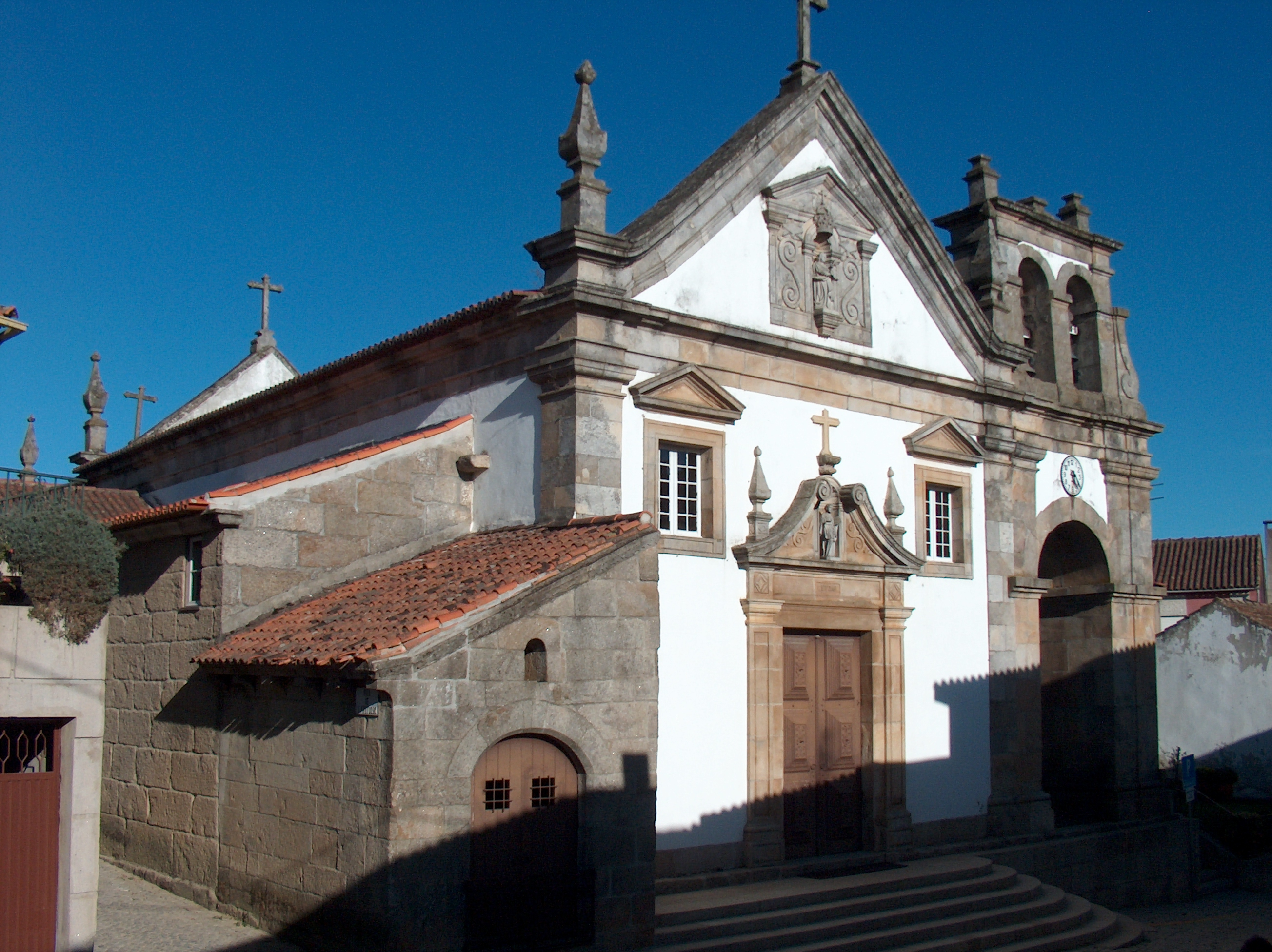
Igreja de Constantim.

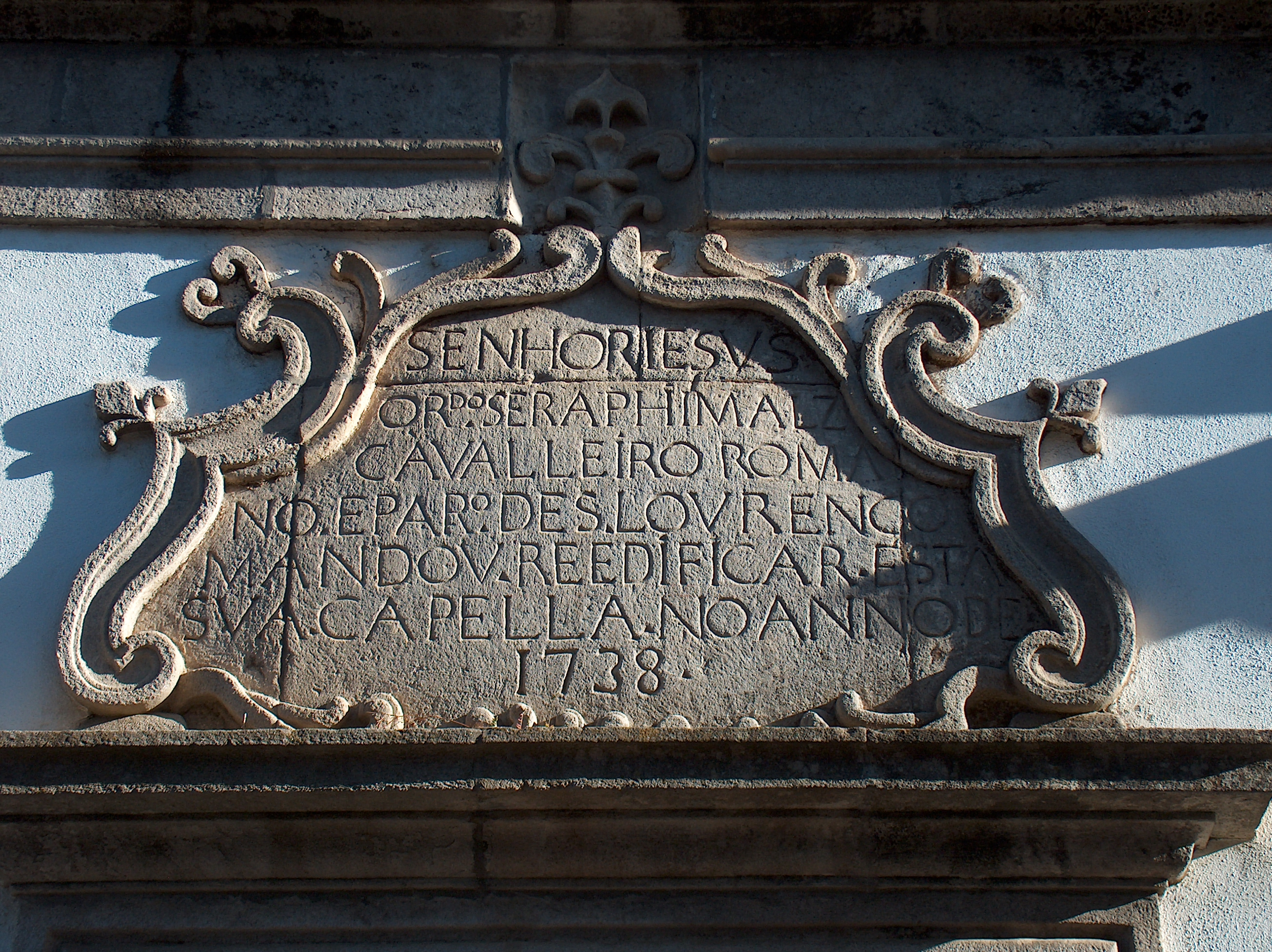
Detalhe da fachada da Igreja de Constantim.

### Igreja Matriz de Constantim
A Igreja de Constantim  é datada de 1726. No edifício nada sobressai a não ser a sobriedade arquitectónica e a elegância do conjunto. Apesar de tanta simplicidade, é imóvel de interesse público. O que dá valor especial a esta igreja é o sacrário rotativo, com quatro esculturas assim cronologicamente ordenadas, se o rolamos da direita para a esquerda: a prisão de Jesus, a flagelação, o calvário e a ressurreição. É uma raridade em talha de madeira dourada. Podemos datá-lo dos começos do século XVII, bem como o retábulo onde se insere, com excepção da tribuna que já é setecentista.
Em capela adossada à igreja, dentro de baú de madeira reforçada com arcos de ferro, guarda-se o crânio de São Frutuoso, não o arcebispo bracarense, mas um santo local, que viveu no século XI. A tradição de beijar "a santa cabeça", em 20 de Janeiro e no último Domingo de Julho, dias em que se realizam as festas anuais, ainda perdura.
Mas o que empresta mais valor ao conjunto é a capela exterior, encostada à frontaria da igreja, do lado esquerdo de quem entra. É do início do século XVI. Trata-se de um pequeno templo quadrangular, cuja frontaria é quase preenchida pelo portal de arco abatido e com arestas biseladas. Por cima, abre-se uma pequenina fresta. Do lado norte, tem seis cachorros lisos, que sustentam a cimalha ornada com belos motivos florais executados num caveto.

### Cruzeiro de Constantim
Originalmente o cruzeiro foi erguido no largo central da aldeia (o Largo do Cruzeiro), provavelmente no século XVI, de acordo com  os dados bibliográficos existentes no Sistema de Informação para o Património Arquitetónico (SIPA). No entanto, como consequência da evolução, a chegada do automóvel inviabilizou a sua permanência nesse local, razão que levou à sua transferência em 1955 por iniciativa da Junta de Freguesia, para o ponto onde termina a atual Rua de São Gonçalo e começa a Rua do Cruzeiro, junto à antiga escola primária.
Mais tarde, já nos finais do século XX e por se encontrar no ponto de construção de um dos acessos à via rodoviária A24, foi de novo transferido para o largo do cemitério, onde não impõe qualquer condicionamento.

### Capela de Santa Bárbara
Não se sabe ao certo a data de construção da capela, mas deverá ter sido erigida provavelmente ou em finais do século XVII ou na primeira metade do século XVIII. A capela tem registo no SIPA, e está sob estudo e classificação. É uma construção simples que assenta sobre afloramentos graníticos existentes no monte de Santa Bárbara e que foram devidamente aplanados e preparados para sobre eles se erguer a capela. Os paramentos são rebocados e pintados de branco em todas as fachadas sendo encimadas por cobertura de duas águas com acabamento em telha. Os danos que havia sofrido por atos de vandalismo começavam a comprometer a capela e recentemente (em 1997) a capela foi alvo de restauro, ficando assim mais jovem e mais vistosa, vigiando e protegendo a aldeia de Constantim com renovado vigor.

### Capela de São Gonçalo
Não é possível saber agora o que moveu a população de Constantim a erigir uma capela em honra de São Gonçalo. Relacionando o que se conta sobre São Gonçalo e os factos históricos, verificamos que na época em que ele viveu e também no período das inquirições de 1728, a falta de produção de bens alimentares semeou a fome em toda a região Norte. Esse facto poderá estar também na origem dos poucos nascimentos que se verificavam em Constantim, pois várias aldeias mais pequenas ultrapassaram Constantim no número de habitantes. É pois possível que a partir de 1728 se tenha erguido esta capela, ou talvez outro templo mais simples e que posteriormente deu lugar à capela, para pedir a multiplicação dos bens alimentares que, como já foi dito, escasseavam. Era a ele que recorriam também as pessoas cuja idade de casar já estava ultrapassada e pelo que se verifica nos registos de óbitos, eram muitas as pessoas solteiras.

### Fonte de São Frutuoso
A fonte de São Frutuoso é um complexo construído e utilizado desde o ano de 1921 para se poder lavar a roupa. É constituído por um tanque principal com cerca de dois metros de profundidade, com paredes em pedra alisada e terminadas com blocos de granito facejado, em cujo centro um tanque mais pequeno, também em granito, permite desempenhar essa função, sendo o acesso feito através de escadas. O tanque recebia as águas excedentes da mina de São Frutuoso e também água da rede pública, que depois desaguavam no ribeiro que contornava o recinto ou então eram aproveitadas para regar os terrenos que lhe ficavam abaixo. Atualmente não há água na mina de São Frutuoso.

## Equipamentos, Infraestrutura e Instituições
- Zona Industrial de Constantim.
- Regia Douro Park - Parque de Ciência e Tecnologia.
- IEFP - Instituto de Emprego e Formação Profissional.
- Centro Social e Paroquial de Constantim.
- Associação Desportiva e Cultural de Constantim (ADC Constantim).
- Junta de Freguesia de Constantim e Vale de Nogueiras (edifício da antiga Escola Primária de Constantim[25]).
- Cemitério Paroquial de Constantim.
- Grupo de Cicloturismo de Constantim.
- Grupo de Jovens de Constantim.
- Grupo de Catequese e Acólitos de Constantim.

## Vias de Comunicação

### Transporte Rodoviário
- A 4  - Autoestrada Transmontana

A A 4 apresenta um nó de ligação a cerca de 1 km dos limites da freguesia de Constantim, junto da Zona Industrial, permitindo a ligação ao Porto (oeste) e Bragança e Espanha (este).
- A 24  - Autoestrada do Interior Norte

A A 24 apresenta um nó de ligação direto junto do Regia Douro Park e permite a ligação de Constantim a Chaves e Espanha (norte) e Viseu (sul), continuando posteriormente pelo IP 3 até Coimbra.
- N 313 - Estrada Nacional 313

A N 313 tem início em Ribeira de Pena e término em Sarzedo (Moimenta da Beira), junto à N 226, permitindo a ligação de Constantim a Vila Real, Peso da Régua e Armamar.
- N 322 - Estrada Nacional 322

A N 322 tem início em Vila Real, junto à N 15 e término em Alijó, junto à N 212, passando ainda por Sabrosa, permitindo a ligação de Constantim a estes concelhos. Originalmente a N 322 passava pelo centro de Constantim, dando nome à rua que origina. No entanto, após a construção da via de acesso à A 24 e da variante para Sabrosa, o percurso original foi regionalizado, dando origem à EM 322.

### Transporte Aéreo
O Aeródromo Municipal de Vila Real localiza-se nos limites da freguesia de Constantim, no lado oposto à N 313, possuindo uma pista de asfalto com dimensões 950x30m.

### Transporte Público
A rede de transportes rodoviários urbanos e suburanos de Vila Real é gerida e explorada pela empresa Urbanos de Vila Real (anteriormente designada por Corgobus), estando presente na freguesia de Constantim através da Linha 3 (Cruzamento Zona Industrial, Carvalho & Mota, Scholler, Betão do Marão, Motometer, IEFP, Garagem S. Cristóvão, Fapomovel, Basreal, TUVR) e Linha 5 (Largo, Constantim, Rua do Ribeiro, Ranginha).